# Альмтуна
«Альмтуна» ІС (швед. Almtuna Idrottssälskap) — хокейний клуб з міста Уппсала, Швеція.

## Досягнення
Дивізіон 1 — 8-е місце у Південній групі (1962/1963).
Хокей-Аллсвенскан — 4-е місце (2009/2010). У кваліфікації до вищого дивізіону зайняв 5-е місце.

## Історія
Клуб заснований 1932 року й мав секції з бенді, футболу та настільного тенісу. 
У 1947 сформовано секцію хокею з шайбою. У 1980-х повністю перетворився на хокейний клуб. У 2006 створено ще й жіночу команду.
Провів один сезон у вищому дивізіоні (на той час — Дивізіон 1), в якому зайняв 8-е місце в групі «Седра» (Південь) і вибув до Дивізіону 2.
У сезоні 2009/2010 року зайняв 4-е місце в 2-у за рівнем дивізіоні Хокей-Аллсвенскан, однак у кваліфікаційних змаганнях за дві путівки до вищого дивізіону посів лише 5-е місце.